# Колпіно (станція)
Колпіно — залізнична станція на московському напрямку Санкт-Петербурзького відділення Жовтневої залізниці. Розташована в Колпінському районі міста Санкт-Петербург. Найменування отримала по місту Колпіно, на околиці якого розташовується.
Через станцію прямують приміські електропоїзди: в напрямку на північ — на Санкт-Петербург-Московський, на південь — до станцій Тосно, Любань, Чудово-Московське, Мала Вішера, Шапки. На станції Колпіно зупиняється прискорений поїзд 7001/7002 Санкт-Петербург — Новгород-на-Волхові — Санкт-Петербург і прискорені поїзди сполученням Тосно — Санкт-Петербург — Тосно.

## Галерея

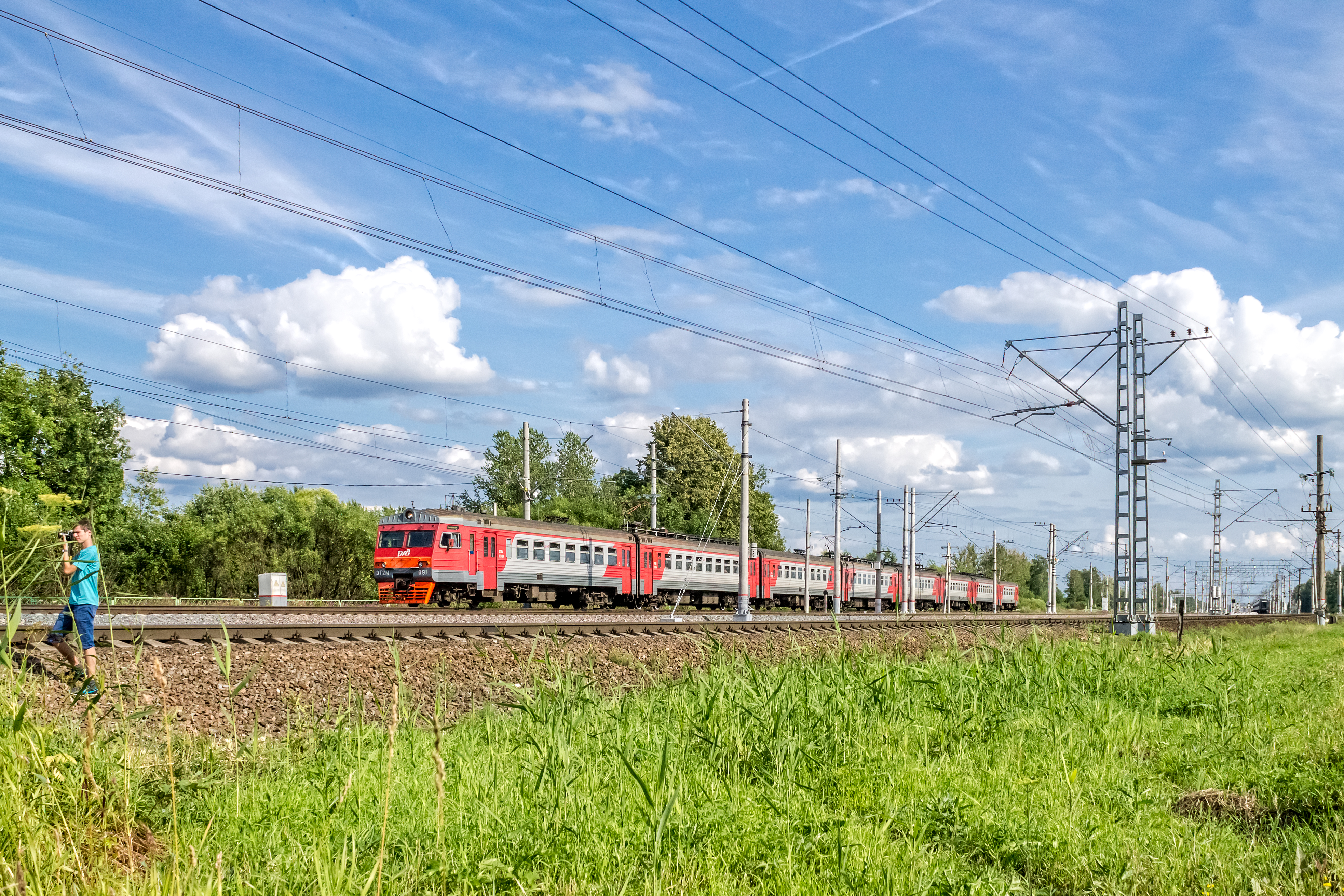
Електропотяг ЕТ2М-091 на станції
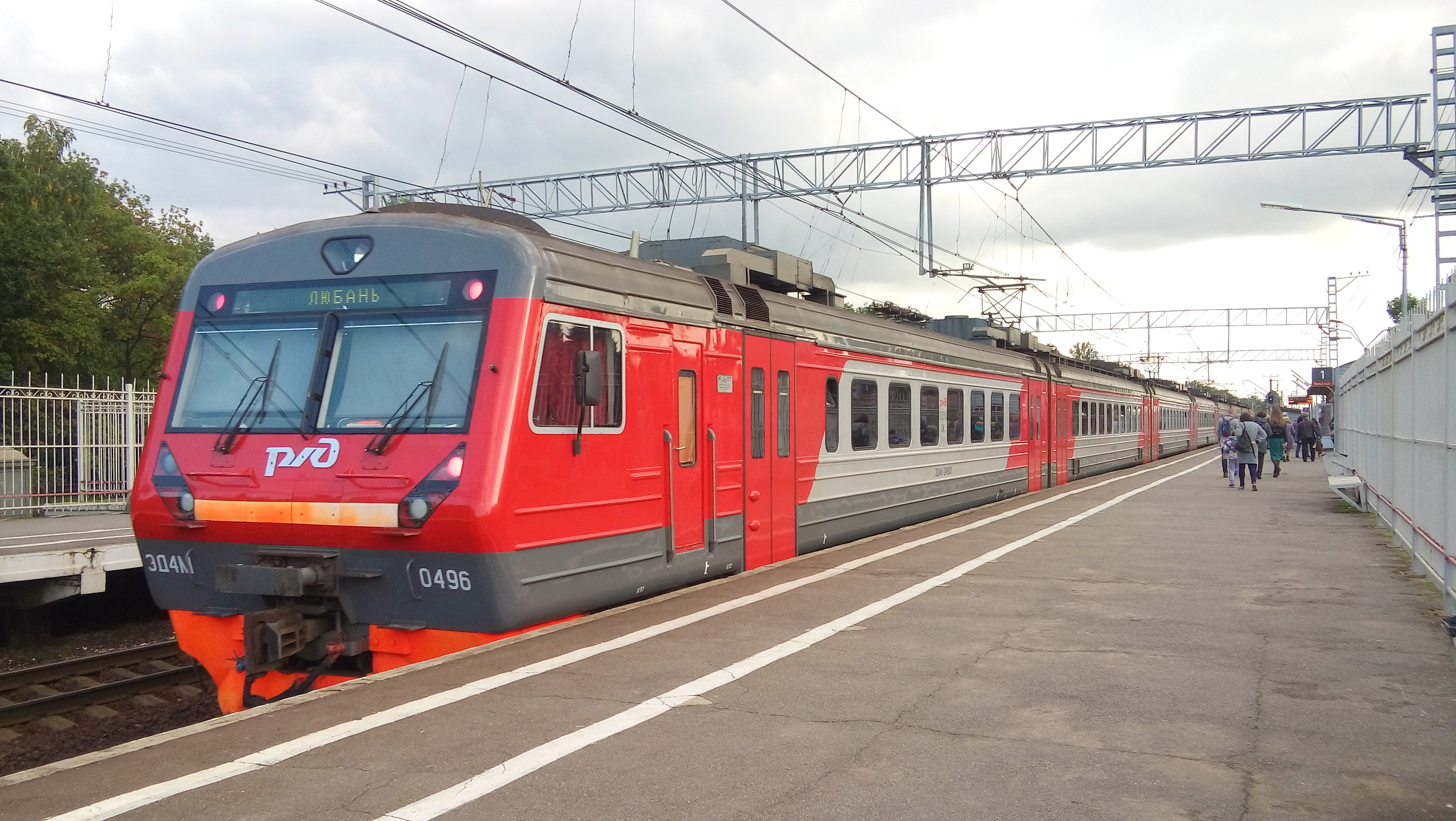
Електропотяг ЕД4М-0496 на станції
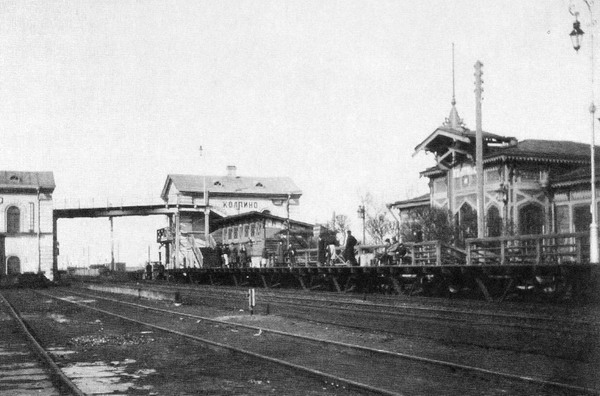
Станція в 1890-х роках
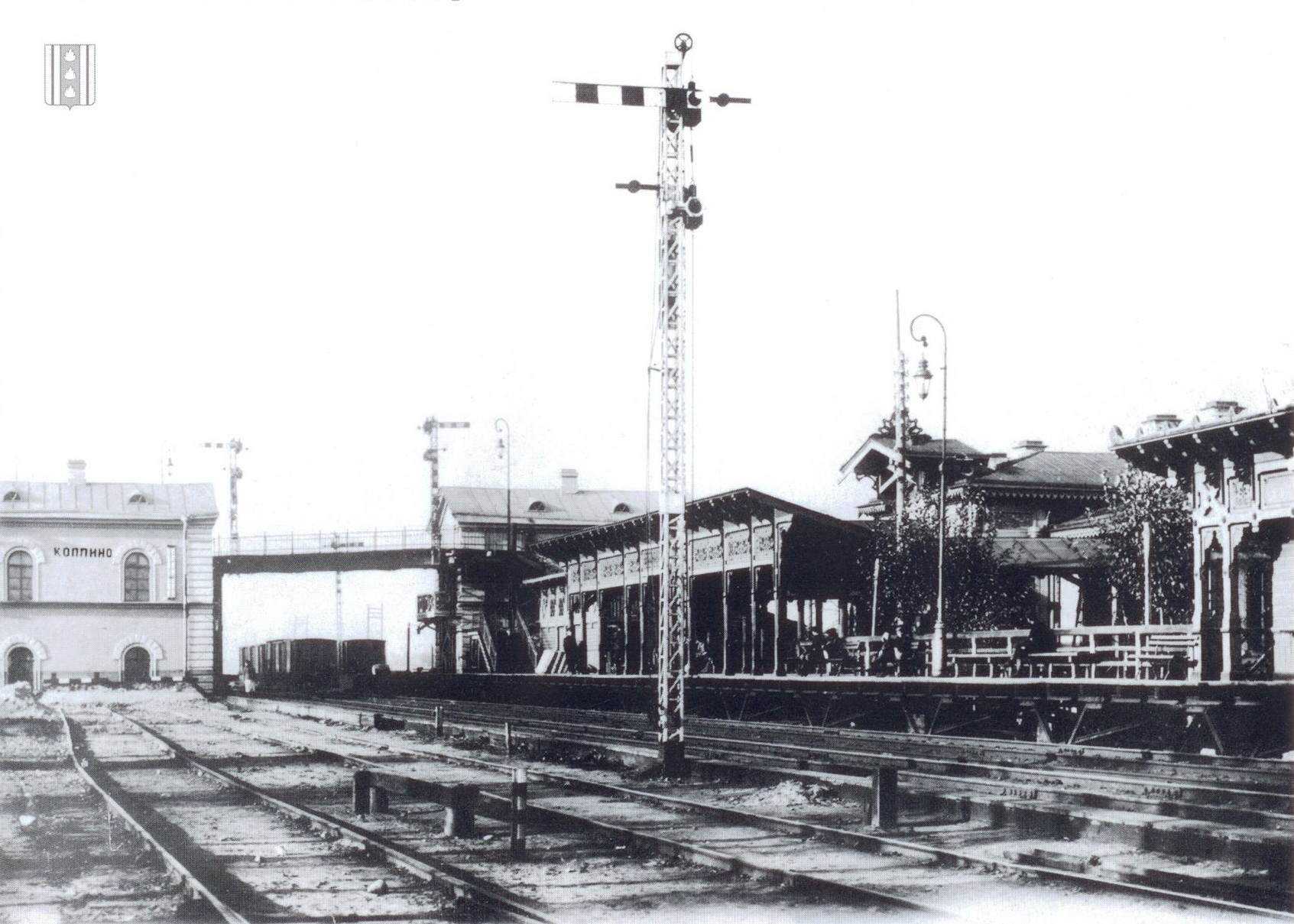
Станція в 1910-х роках